# Tofsduva
Tofsduva (Ocyphaps lophotes) är en australisk fågel i familjen duvor inom ordningen duvfåglar.

## Utseende och läte
Tofsduvan är en grå duva med mycket karakteristisk lång och spetsig tofs på huvudet. Fjäderdräkten är huvudsakligen grå med glänsande fläckar på vingarna. Den tar till flykten med ljudliga vingklapp. I flykten hörs även ett visslande ljud från vingarna som låter som en uppskruvad leksak. 

## Utbredning och systematik
Tofsduvan placeras som enda art i släktet Ocyphaps. Den delas in i två underarter med följande utbredning:
- Ocyphaps lophotes whitlocki – förekommer i torra skogar och slätter i västra Australien
- Ocyphaps lophotes lophotes – förekommer i centrala och östra Australien

## Levnadssätt
Todsduvan är en vanlig fågel i öppna miljöer, även nära urbana områden. Den födosöker endast på marken.

## Status och hot
Arten har ett stort utbredningsområde och tros öka i antal. Internationella naturvårdsunionen IUCN listar den därför som livskraftig (LC).

## Bilder

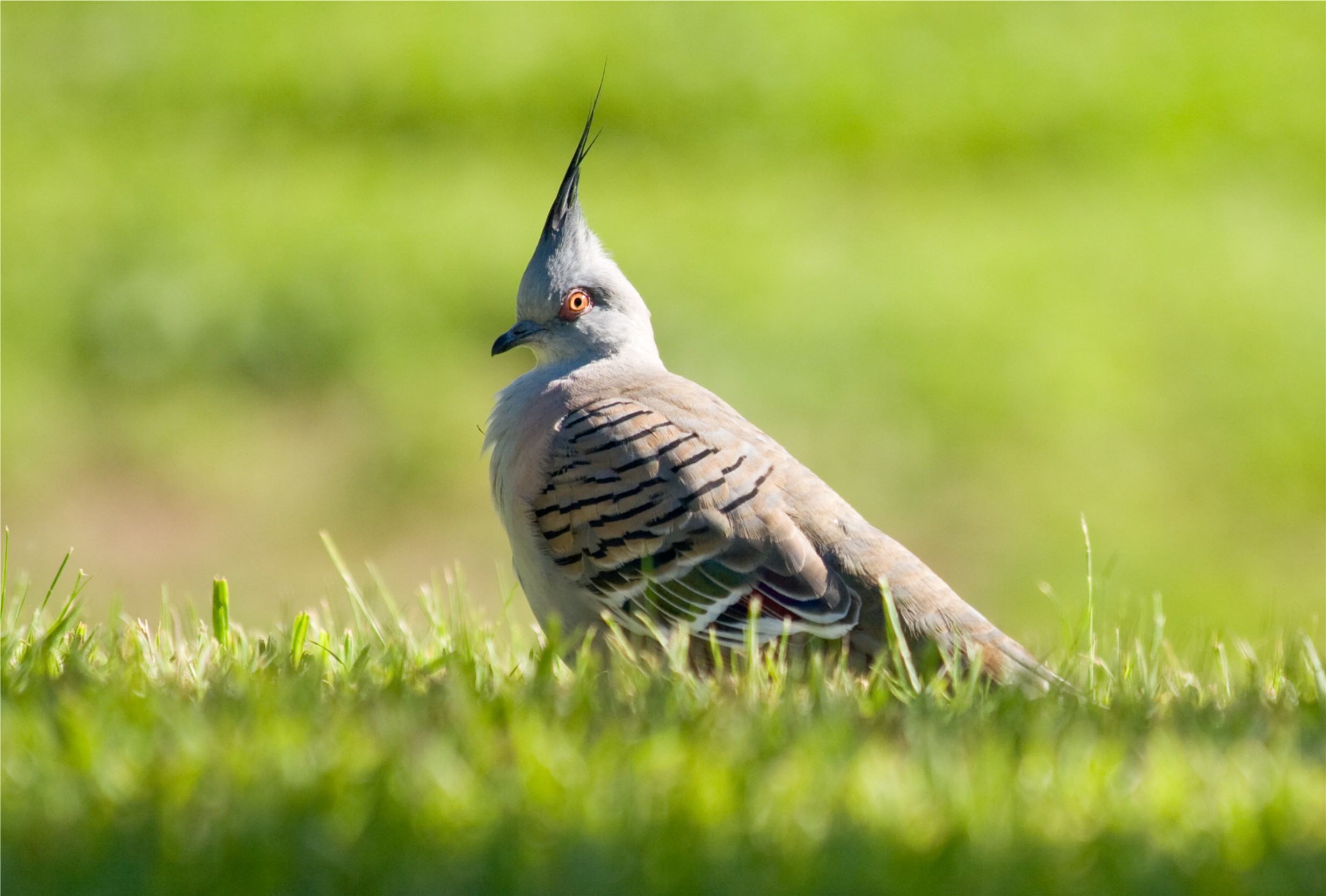
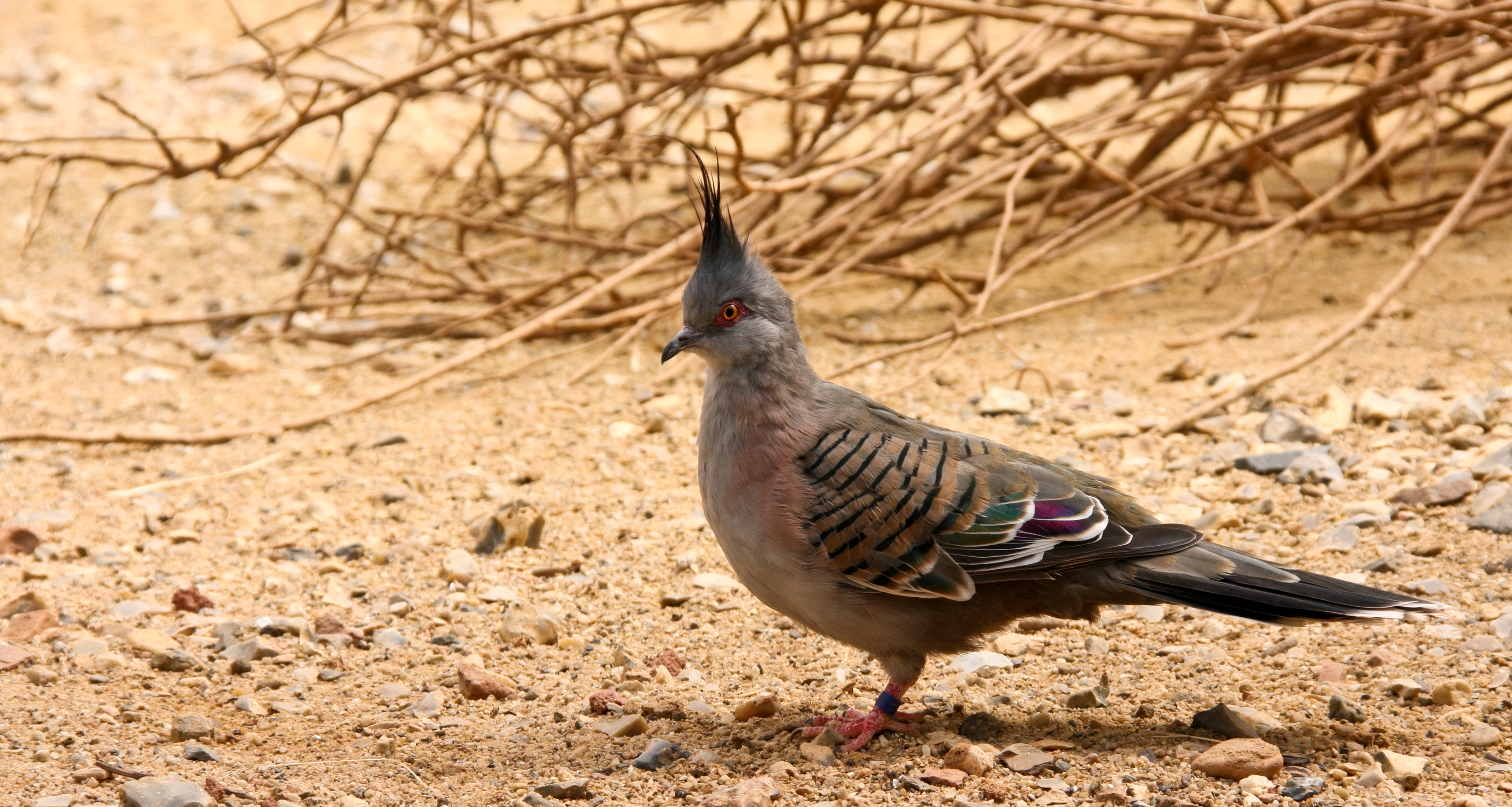